# Manamainahatti, Challakere
Manamainahatti là một làng thuộc tehsil Challakere, huyện Chitradurga, bang Karnataka, Ấn Độ.